# Luis del Palacio
Luis del Palacio (Madrid, 1957) compagina el periodismo con el estudio de culturas del oriente africano, la India y Nepal. Es miembro de la Egypt Exploration Society, y ha organizado cursos y pronunciado numerosas conferencias sobre el Antiguo Egipto (Asociación Española de Orientalistas, Universidad Complutense, Comunidad de Madrid
Colabora en prensa escrita y medios digitales, y ha participado con frecuencia en programas de radio y televisión (Telemadrid, Tele 5, Canal 23, Onda Madrid, Cadena SER, Punto Radio…)
Ha publicado entrevistas con personajes del mundo de la cultura y la comunicación, como Miguel de la Quadra-Salcedo, Nativel Preciado, Fernando Jiménez del Oso, Cristóbal Halffter.
En 1991 fue uno de los siete reporteros elegidos para entrevistar al rey Birendra del Nepal, tras la abolición de los privilegios feudales y la entrada de este país asiático en el círculo de las democracias parlamentarias.
En 2005 él y su mujer, Bettina von Skerst, fueron adoptados por el clan lmasula de los samburus de Tuum (Kenia) en reconocimiento a sus esfuerzos por mejorar las condiciones de vida en el distrito de Ngiro Oeste, donde construyeron una escuela para más de 400 niños.